# Françay
Françay é uma comuna francesa na região administrativa do Centro, no departamento Loir-et-Cher. Estende-se por uma área de 20,64 km². Em 2010 a comuna tinha 281 habitantes (densidade: 13,6 hab./km²).